# ジェラール・ティチー
ジェラール・ティチー（Gérard Tichy、1920年3月11日 - 1992年4月11日）は、スペインの映画俳優。1940年代後半から1990年代に掛けて活動した。
日本ではジェラード・ティチーやジェラード・ティキー、ジェラルド・ティシーなどの表記ゆれがある。

## 俳優としての特徴
ハリウッド俳優のジョゼフ・コットンと似た渋い風貌で、数々の娯楽映画の脇役として活躍した。

## 経歴
元々はドイツ人で、第二次大戦中にフランスで連合軍の捕虜となり、脱走してスペインへ逃れて俳優になった異色の経歴を持つ。
1961年にはスペインで撮影されたニコラス・レイ監督の史劇大作『キング・オブ・キングス』ではジェフリー・ハンター演じるキリストの父親であるヨセフ役に起用され、続いてアンソニー・マン監督の『エル・シド』（1961年）にも起用された。他にも『アレクサンダー大王』（1956年）や『ドクトル・ジバゴ』（1965年）と言ったハリウッド大作にも出演している。

### マカロニ・ウエスタン時代
イタリアの産疑似米国映画群であるマカロニ・ウエスタンにも幾本か出演した。スペインの俳優はフェルナンド・サンチョやアルド・サンブレルなどが悪役だったようにティチーも悪役を演じた。『ワイアット・アープ』（1964年）や『荒野の10万ドル』（1965年）などの初期の作品では憎らしい悪役で印象を残した。
マカロニ・ウエスタンと同時期に連作されたスパイ物や犯罪物にも助演した。『イスタンブール（イスタンブール大追跡）』（1966年）、『女王陛下の大作戦』（1967年）、『ラスベガス強奪作戦』（1968年）など、スペイン・ロケのイタリアとの合作映画が少なくなかった。他にも『ドイツ奇襲作戦（地獄のプラトーン）』（1969年/未/TV放映/ビデオ）ではナチス役だった。

## フィルモグラフィ
- 『アレクサンダー大王』（1956年）ロバート・ロッセン監督
- 『キング・オブ・キングス』（1961年）ニコラス・レイ監督
- 『エル・シド』（1961年）アンソニー・マン監督
- 『無敵の七人（イタリア語版）』（1963年）アルベルト・デ・マルティーノ（イタリア語版）監督
- 『ワイアット・アープ（イタリア語版）』（1964年）トゥリオ・デミケリ（スペイン語版）監督
- 『荒野の10万ドル（イタリア語版）』（1965年）アルベルト・デ・マルティーノ監督
- 『革命児カランチョ危機連発（イタリア語版）』（1965年/未/TV放映）アルフォンソ・バルカザール（スペイン語版）監督
- 『ドクトル・ジバゴ』（1965年）デヴィッド・リーン監督
- 『テキサス群盗団（テキサス強盗団）（英語版）』（1966年/未/TV放映）レスリー・セランダー（英語版）監督
- 『イスタンブール（イスタンブール大追跡）』（1966年）アントニオ・イサシ（スペイン語版）監督
- 『復讐の4ドル』（1966年/未ソフト化）アルフォンソ・バルカザール監督
- 『女王陛下の大作戦』（1967年）ミケーレ・ルーポ監督
- 『サルタナは許さず』（1967年/未ソフト化）アルフォンソ・バルカザール監督、ジョー・オチョア（ホセ・マリア・オチョア）第二班監督
- 『ラスベガス強奪作戦』（1968年）アントニオ・イサシ監督
- 『ダスティン・ホフマンの100万ドル捜査線（英語版）』（1968年/未/ビデオ）スタンリー・プレガ（英語版）監督
- 『ドイツ奇襲作戦（地獄のプラトーン）』（1969年/未/TV放映/ビデオ）ヘンリー・マンキウィッツ（レオン・クリモフスキー）（英語版）監督
- 『ガンマン大連合』（1970年）セルジオ・コルブッチ監督
- 『サマータイム・キラー』（1971年）アントニオ・イサシ監督
- 『ミステリー島探検/地底人間の謎（神秘の島・地底人間の謎）（英語版）』（1973年）フアン・アントニオ・バルデム、アンリ・コルピ共同監督
- 『ブラッド・ピーセス/悪魔のチェーンソー（スペイン語版）』（1982年/未/ビデオ）ファン・ピケール・シモン（カタルーニャ語版）監督
- 『漂流少年』（1982年/未/ビデオ）ファン・ピケール・シモン監督
- 『狼男とサムライ（英語版）』（1983年/未/TV放映/ビデオ）ハシント・モリナ（ポール・ナッチー）監督、天知茂製作